# Cathestechum
Cathestechum  C.Presl é um género botânico pertencente à família Poaceae.
Suas espécies ocorrem na América do Norte e América do Sul.

## Espécies
- Cathestechum annuum Swallen
- Cathestechum brevifolium Swallen
- Cathestechum erectum Vasey & Hack.
- Cathestechum multifidum D.Griffiths
- Cathestechum prostratum J.Presl
- Cathestechum stoloniferum D.Griffiths
- Cathestechum varium Swallen